# Лотон (Северна Дакота)
Лотон (енгл. Lawton) град је у америчкој савезној држави Северна Дакота.

## Демографија
По попису из 2010. године број становника је 30, што је 12 (-28,6%) становника мање него 2000. године.
| Група             | 2000.      | 2010.       |
| Белци             | 41 (97,6%) | 30 (100,0%) |
| Афроамериканци    | 0 (0,0%)   | 0 (0,0%)    |
| Азијати           | 0 (0,0%)   | 0 (0,0%)    |
| Хиспаноамериканци | 0 (0,0%)   | 0 (0,0%)    |
| Укупно            | 42         | 30          |